# 마리-클레르 알랭
마리-클레르 알랭(Marie-Claire Alain, 1926년 8월 10일 ~ 2013년 2월 26일)은 프랑스의 오르간 연주자, 학자이자 교사로서 세계의 저명한 오르간 연주자들을 많이 가르쳤다. 바흐의 오르간 전곡과 프랑스 오르간 음악을 녹음한 전문가였다.
자녀 4명 중 막내로 1926년 8월 10일 생제르맹앙레에서 태어났다. 아버지는 오르간 연주자이자 작곡가였다.
11세 때 아버지가 교구 교회에서 오르간을 연주할 때 그를 돕기 시작했다. 파리 음악원에서 마르셀 뒤프레의 오르간 수업을 받으며 4개의 최우수상을 받았다. 그녀는 또한 그곳에서 모리스 뒤뤼플레와 함께 화성학을 공부했다.
1971년 아버지가 돌아가신 후, 그녀는 아버지의 뒤를 이어 2011년 은퇴할 때까지 생제르맹앙레 교구 교회의 오르간 연주자로 일했다.